# 巨锥嘴雀属
巨锥嘴雀属（学名：Oreomanes）是唐纳雀科下的一个属。

## 下属物种
本属包括以下物种：
- 巨锥嘴雀 Oreomanes fraseri P.L.Sclater, 1860